# Bell D-188A
El Bell D-188A (designaciones militares no oficiales XF-109/XF3L) fue un caza propuesto de reactores basculantes, de despegue y aterrizaje vertical (VTOL), capaz de alcanzar Mach 2 y de ocho motores, que nunca pasó de la etapa de maqueta.

## Desarrollo
En 1955, a Bell Aircraft se le solicitó, tanto por la Fuerza Aérea como por la Armada de los Estados Unidos, desarrollar un interceptor de defensa y caza bombardero todo-tiempo supersónico y VTOL/STOVL. El proyecto era altamente ambicioso y estaba diseñado para cubrir una multitud de tareas para dos servicios diferentes. El avión fue designado Model 2000, y se ofreció en dos versiones diferentes (el D-188 para la Armada y el D-188A para la Fuerza Aérea). Más tarde, Bell llamó optimistamente XF3L-1 a la versión de la Armada y XF-109 a la de la Fuerza Aérea, aunque ninguna de estas designaciones era oficial. El 5 de diciembre de 1960, Bell mostró públicamente el diseño como XF-109 (la versión de la Fuerza Aérea), ya que la Armada había perdido interés el año anterior; sin embargo, en la primavera de 1961, la Fuerza Aérea canceló el programa y no se construyó ningún ejemplar.

### Designación
Las designaciones militares no eran oficiales y fueron especulativas por parte de Bell. El XF3L-1 de la Armada no fue asignado, pero habría sido la designación del D-188 si se hubiera construido el avión, ya que ésta era la siguiente en la serie numérica de la Armada. La designación XF-109 de la Fuerza Aérea había sido asignada previamente a la variante propuesta del Convair F-106B, sin embargo, más tarde se había dejado en blanco y Bell supuso (si se hubiera construido el D-188A) que habría sido la asignada al avión. Muchas obras de referencia se refieren al D-188A por su asumido número de serie experimental, pero de hecho el designador XF-109 nunca fue asignado.

## Diseño
El avión era poco convencional, y consistía en un largo y delgado fuselaje de regla del área con una gran aleta y estabilizadores totalmente móviles en la cola. La cabina monoplaza estaba en el extremo del morro y el ala de pequeña envergadura estaba montada alta en el fuselaje. Al final de cada ala había góndolas que contenían dos turborreactores cada una. Estas góndolas estaban diseñadas para rotar en un arco de 100º (de la horizontal a 10º pasada la vertical) para permitir los vuelos horizontal y vertical. Para despegar verticalmente, las góndolas eran rotadas para dirigir el empuje del motor hacia abajo, mientras que para el vuelo horizontal las góndolas rotaban de vuelta a la horizontal. Las góndolas eran capaces de dirigir el empuje ligeramente hacia delante para mejorar también las maniobras de aterrizaje. Sumados a los cuatro motores alares, también fueron montados cuatro motores en el fuselaje (dos en la parte trasera con salidas por dos conductos de cola separados, y dos directamente detrás de la cabina y colocados verticalmente para ayudar en la operación VTOL, con salidas por dos conductos ventrales). El D-188A presentaba un sistema de sangrado de motor para asistir en la sustentación vertical y maniobras. El aire sangrado de los compresores de los motores del fuselaje habría sido dirigido a un par de propulsores en el morro y dos más en la cola para auxiliar en los movimientos de cabeceo, alabeo y guiñada.
El armamento habría consistido en dos cañones de 20 mm en el fuselaje, una bodega de armas interna y ocho soportes alares para misiles u otras municiones.

## Especificaciones (D-188A, según fue diseñado)
Referencia datos: 

### Características generales
- Tripulación: Uno (piloto)
- Longitud: 18,9 m (62 ft)
- Envergadura: 7,2 m (23,8 ft)
- Altura: 3,9 m (12,8 ft)
- Superficie alar: 18 m² (194 ft²)
- Peso vacío: 6260 kg (13 797 lb)
- Peso cargado: 10 849 kg (23 911,2 lb)
- Planta motriz: 8× turborreactor General Electric J85-GE-5.
  - Empuje normal: 11,6 kN (1183 kgf; 2608 lbf) de empuje cada uno.

### Rendimiento
- Velocidad nunca excedida (Vne): Mach 2,3
- Alcance: 3900 km (2106 nmi; 2423 mi)
- Techo de vuelo: 18 000 m (59 055 ft)

### Armamento
- Cañones: 

  - 4 de 20 mm
- Bombas: 

  - 1800 kg
- Cohetes: 

  - 108 de 70 mm

## Aeronaves relacionadas

### Aeronaves similares
- EWR VJ 101
- Avro Canada TS-140
- Hawker Siddeley P.1154

### Secuencias de designación
- Secuencia Numérica (interna de Bell): ← 505 - 525 - 533 - D-188 - D-255 - D-292 - D-2127
- Secuencia F-_ (Cazas (Fighter) del USAAC/USAAF/USAF, 1924-1962): ← F-106 - F-107 - XF-108 - XF-109 - F-110 - F-111/B
- Secuencia F_L (Aviones de Caza de la Armada estadounidense, 1922-1962 (Bell, 1939-1962)): FL - YF2L-1 - F2L-1K - F3L